# Edward Szymański (profesor nauk technicznych)
Edward Szymański – polski profesor nauk technicznych, inżynier, nauczyciel akademicki Politechniki Warszawskiej, Wyższej Szkoły Ekologii i Zarządzania w Warszawie i innych uczelni, specjalista w zakresie materiałów budowlanych.

## Życiorys
W 1954 ukończył studia na kierunku inżynieria budowlana w Politechnice Warszawskiej. Tam też na Wydziale Budownictwa Przemysłowego w 1959 otrzymał stopień naukowy doktora nauk technicznych, zaś w 1966 na Wydziale Inżynierii Lądowej Politechniki Warszawskiej uzyskał stopień doktora habilitowanego nauk technicznych. W 1974 otrzymał tytuł naukowy profesora nauk technicznych.
Został nauczycielem akademickim na Wydziale Budownictwa i Inżynierii Środowiska Politechniki Białostockiej, na Wydziale Inżynierii Lądowej Politechniki Warszawskiej oraz w Wyższej Szkole Ekologii i Zarządzania w Warszawie, Wydział Architektury.
Uzyskał członkostwo w Komitecie Inżynierii Lądowej i Wodnej PAN.